# Elephantomyia luteipennis
Elephantomyia luteipennis är en tvåvingeart som beskrevs av Alexander 1934. Elephantomyia luteipennis ingår i släktet Elephantomyia och familjen småharkrankar. Inga underarter finns listade i Catalogue of Life.